# Lias (Gers)
Lias is een gemeente in het Franse departement Gers (regio Occitanie) en telt 449 inwoners (2007). De plaats maakt deel uit van het arrondissement Auch.

## Geografie
De oppervlakte van Lias bedraagt 10,7 km², de bevolkingsdichtheid is 42 inwoners per km².

## Demografie
Onderstaande figuur toont het verloop van het inwonertal (bron: INSEE-tellingen).